# Labena delta
Labena delta är en stekelart som beskrevs av Ian D. Gauld 2000. Labena delta ingår i släktet Labena och familjen brokparasitsteklar. Inga underarter finns listade i Catalogue of Life.